# Hochgurgl
Hochgurgl ist eine Rotte der Ortschaft Gurgl in der Gemeinde Sölden im Bezirk Imst in Tirol.

## Geografie
Hochgurgl befindet sich nördlich der Ortschaft Obergurgl ca. 200 m höher und ist ein Hoteldorf.

## Geschichte
In den 1960er wurden durch den Bau der Timmelsjoch-Hochalpenstraße erste Hotels und Lifte gebaut.